# ウラル・アルタイ語族

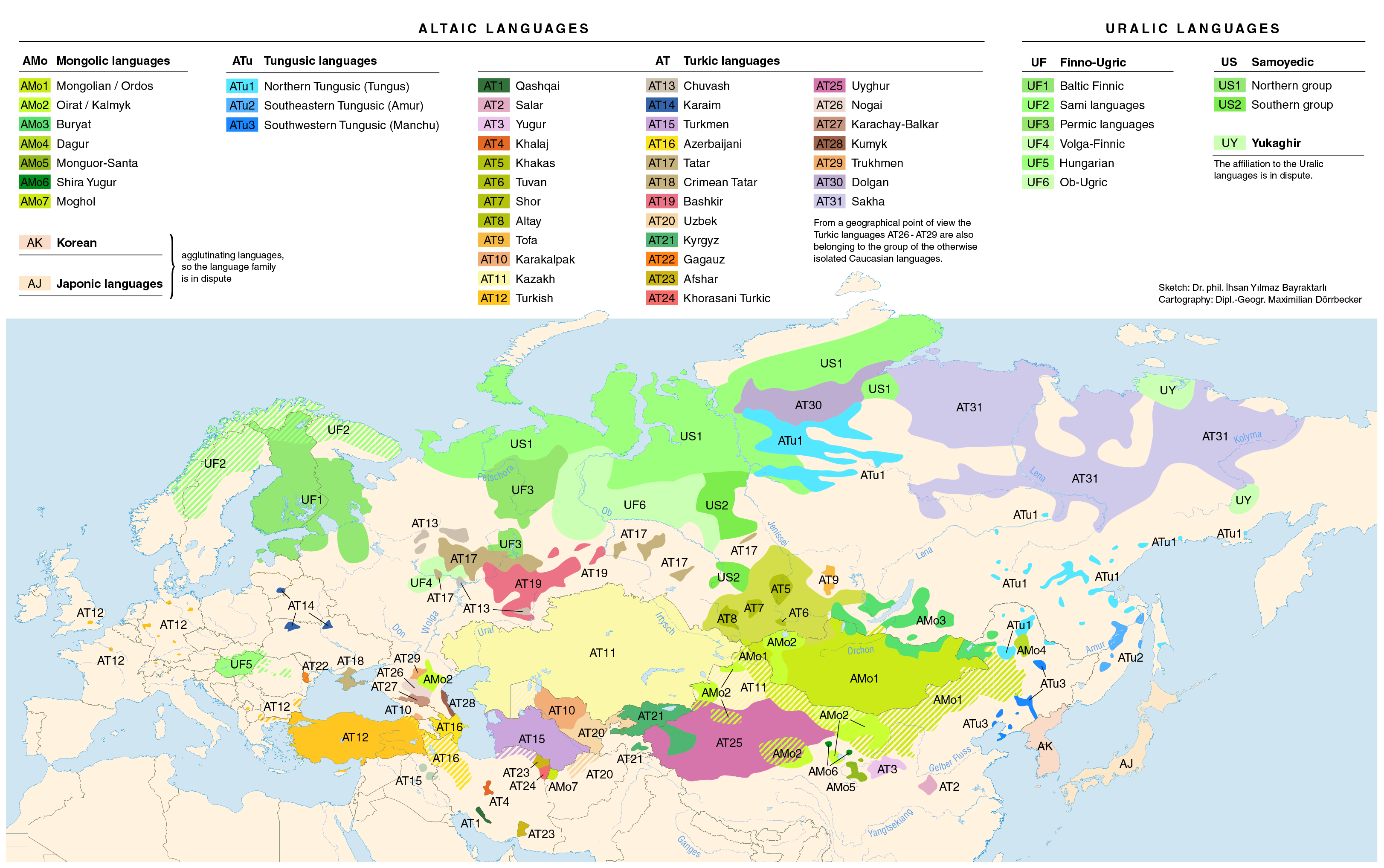
ウラル語族、アルタイ諸語の分布

ウラル・アルタイ語族（ウラル・アルタイごぞく）は、過去に考えられていた言語の分類の一つであり、かつては、インド・ヨーロッパ語族、セム・ハム語族（現在のアフロ・アジア語族）とともに世界の3大語族とされていた。現在はウラル語族とアルタイ諸語に分けられている。

## 概要
ウラル語族とアルタイ諸語に共通する特徴としては、膠着語であり、SOV語順（例外もある）、母音調和、人称代名詞の類似が挙げられる。これらをもって「ウラル・アルタイ語族」という括りが設けられ、ツラン民族という概念が生じたりもした。

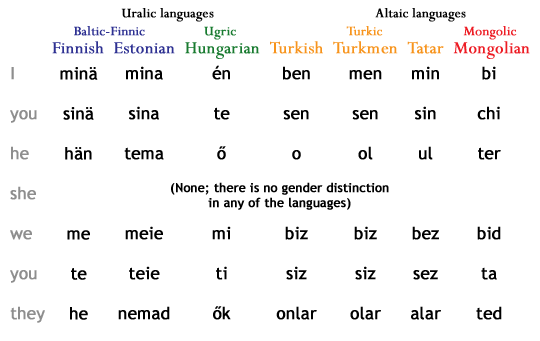
ウラル語族とアルタイ諸語の人称代名詞の比較

しかしウラル語族内の共通語彙を除いて共通する基礎語彙がほとんどなく、言語類型論的特徴は地域特性（言語連合）である可能性が高いとされ、同系性を示す証拠がないため、現在ではウラル語族とアルタイ諸語は別々に扱われている。
1990年代からはウラル語族とアルタイ諸語の関係性がユーラシア大語族の観点から再び関心がもたれるようになり、ウラル語族、アルタイ諸語、インド・ヨーロッパ語族の間で関連性を指摘する見方もある。

## 区分
- ウラル語族
  - サモエード語派
  - フィン・ウゴル語派
  - （ユカギール語族）※ウラル語族との同系説がある

- アルタイ諸語
  - チュルク語族
  - モンゴル語族
  - ツングース語族
  - 日本語族※アルタイ諸語に含めない説もある
  - 朝鮮語族※アルタイ諸語に含めない説もある

## 他語族との関係
ドラヴィダ語族とウラル語族、アルタイ諸語の間には文法の著しい類似性が存在する。インド・ヨーロッパ語族とウラル語族、アルタイ諸語は一部の形態素が明らかに同源である。また、母音調和が存在する膠着語という点ではシュメール語とも類似するが、シュメール語は能格言語、ウラル語族、アルタイ諸語は対格言語という相違がある。

## 話者集団と遺伝子
ウラル系民族を特徴づける遺伝子はY染色体ハプログループNである。このタイプは極北を中心に広く分布し、ほとんどのウラル系民族で高頻度に観察される。中国北部を起源とし、遼河文明時代人の人骨から約70％の高頻度で観察されていることから、ウラル語族の原郷は遠く遼河地域まで遡る可能性がある。
アルタイ系民族を特徴づける遺伝子はY染色体ハプログープC2であり、カザフ人、モンゴル人、エベンキ人などで高頻度に観察されるが、ハプログループNも中頻度に見られる集団が多い。
このことから、ウラル語族とアルタイ諸語の言語的類似はハプログループN集団に依るとする見方がある。